# 華沙經濟大學

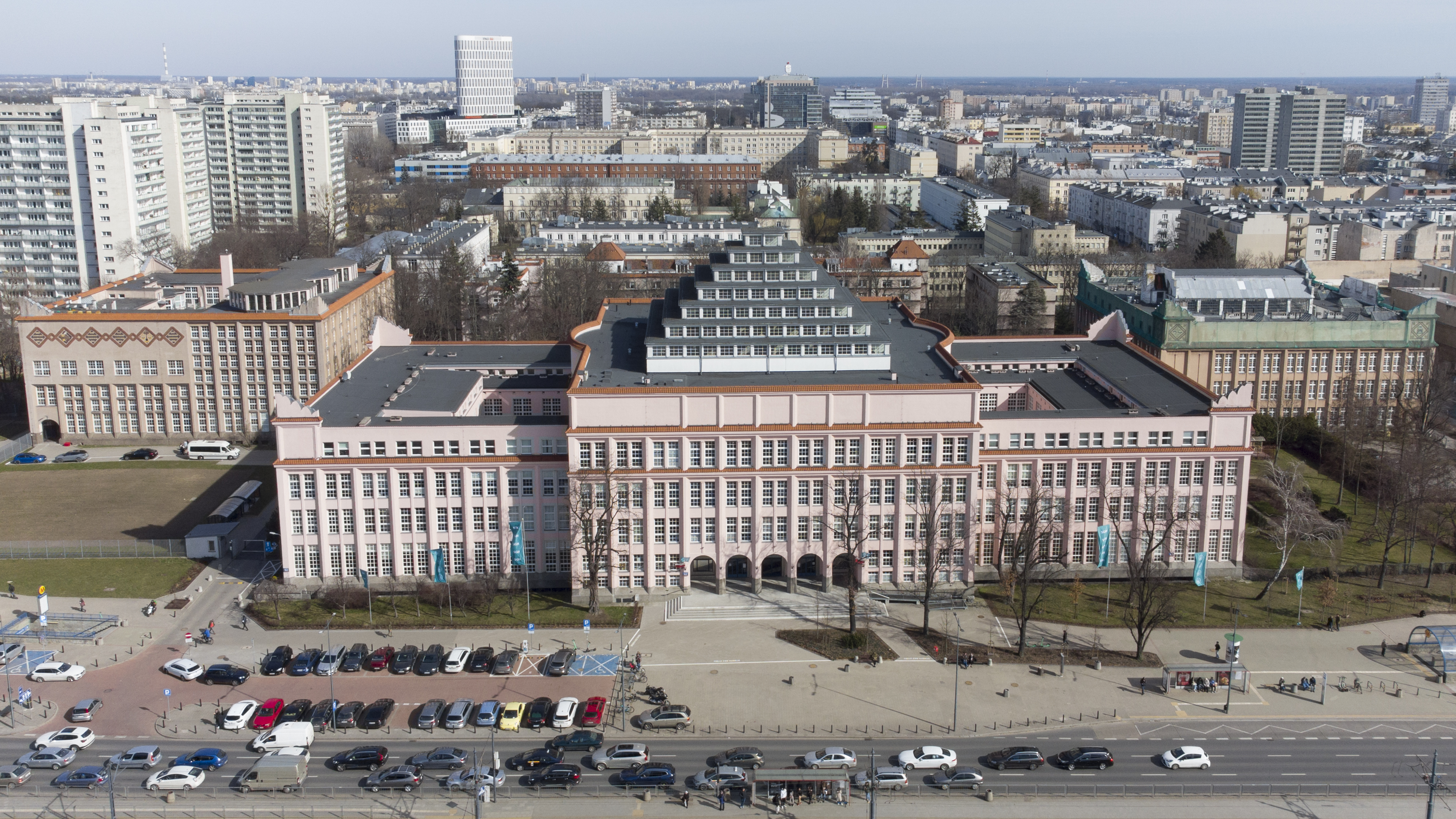
Main building of SGH

華沙經濟大學（波蘭文：Szkoła Główna Handlowa w Warszawie，縮寫：SGH，英文：Warsaw School of Economics。）是波蘭最古老的商管學院。在波蘭商管學院Perspektywy排名中為全波蘭第一名。
華沙經濟大學創立於1906年，創立初期為私立學校，名稱為August Zieliński Private Trade Courses for Men。1919年7月30日成為一法律實體，並接受波蘭高等教育部管轄。學校於1933年改為Szkoła Główna Handlowa (SGH)。第二次世界大戰後，華沙經濟大學收歸國有，並再度更名為Szkoła Główna Planowania i Statystyki (規劃與統計主要學校，Main School of Planning and Statistics)，縮寫為SGPiS。1991年改為現名並延續至今。
華沙經濟大學提供學士與碩士課程予全日制學生與兼讀學生，並提供博士與博士後的學位課程。2008年的金融時報將其管理碩士課程列為全歐洲前40名。
學校與世界各地超過200所高等教育學校有合作交流，定期進行包括教職員與學生的交換等計畫。華沙經濟大學同時也是CEMS、 LLP Erasmus、 PIM、EUA的成員。
學校校區位於波蘭華沙莫科托夫區北部，周邊有華沙地鐵Pole Mokotowskie站以及許多公車站與路面電車站，交通方便。

## 行政與課程架構
華沙經濟大學沒有採用以學生主修區分的傳統院系架構。所有教授、研究單位與教學課程，共分為五個學院與眾多院級單位，例如外國語言教學中心。學士課程共計六個學期，修畢學士課程後可申請進行為期四個學期的碩士課程。取得所有學位皆需要取得規定的最低分數。
華沙經濟大學的全職學生可選擇修習以下領域的波蘭語授課課程：
- 經濟,
- 法律與經濟歐洲碩士,
- 歐洲研究,
- 財金與會計,
- 經濟與資訊管理的數量方法,
- 管理學（企業管理）,
- 公共經濟學 (公共管理),
- 社會政策,
- 空間經濟政策,
- 國際經濟,
- 大數據。

自2006/2007學年起，各學位的時程如下：
- 學士課程 (大學部) – 6學期
- 碩士課程 (研究所) – 4學期
- 博士課程 – 6學期
- 學分系統以歐洲學分ECTS credits為基準。

所有的學生均須要在前三個學期修習個體與總體經濟學、數學、統計學、哲學、社會科學、法律、歷史、地理學、語言課程等規定課程。在修畢課程並通過規定考試後，學生需要選擇學校提供的其中一領域繼續進修。學士學位（通常為六學期）與碩士學位（含學士休息時間共約八至十學期）分別將在完成規定學分數後授予。十個學期為在華沙經濟大學免繳學費的時程上限，超過需自費。特別的是，學生在申請碩士課程時毋須擁有學士學位，所有修習學位的時間除最高上限的規定外，均可依學生自身需求、並根據不同修習領域等狀況做調整，具備很高的彈性。

## 國際合作
華沙經濟大學目前與超過250間來自世界各地的大學進行合作，主要包括歐洲、美洲、與亞洲的學校。每年華沙經濟大學都有超過300位來自世界各地的交換學生，華沙經濟大學也有超過500位學生前往各合作學校交換。
重要的國際合作專案包括：LLP Erasmus、CEMS、華沙經濟大學波蘭-德國學術論壇、國際管理合作專案（PIM）、雙聯學位專案（例如：柏林科技大學）等。

## 學生社團
有包括華沙經濟大學學生會（Student Union）、AEGEE,、AIESEC、與ESN等超過20個本土社團與上百個專業社團，提供學生交流合作，以及與學校溝通的管道。

## 圖書館
華沙經濟大學圖書館為波蘭最大的經濟圖書館，共有786,334本專著、216,778冊系列著作、983種訂閱期刊（包括波蘭文與外文）、30,000種外文電子期刊。

## 運動中心
學校校區內有兩座體育館、一間健身房、一座游泳池、與一座桑拿。學生可選修非強制的體育課程或參與多樣的體育社團。體育課種類包含：足球、籃球、排球、健肌操、有氧運動、游泳、與舞蹈。體育社團/隊伍包括：空手道、滑雪、有氧舞蹈、攀岩、網球、桌球、田徑、帆船、足球、游泳、排球、與籃球。

## 知名校友與教職員

### 知名教授
- Leszek Balcerowicz（波兰语：Leszek Balcerowicz） – 曾任波蘭國家銀行主席、波蘭總理、波蘭財務部長, 波蘭自由經濟改革推手
- Joanna Cygler（波兰语：Joanna Cygler） - 經濟學家、管理學教授
- Marek Góra（波兰语：Marek Góra） – co-author of the pension system reform in Poland
- Danuta Hübner – European Commissioner for Regional Policy
- Michał Kalecki – 被稱為"二十世紀最重要的經濟學家之一"
- Stanisław Kluza – 曾任波蘭財政部長, former Chairman of the Financial Supervisory Commission[11]
- 奥斯卡·兰格 –  經濟學家, 計量經濟學家, 聯合國安理會總理 (1946), and Member of Parliament
- Dariusz Rosati – 曾任波蘭外交部長, member of the European Parliament

### 知名校友
波蘭政府財政部1988至1997年間的成員主要均為華沙經濟大學校友。
- Leszek Balcerowicz – see above
- Elżbieta Bieńkowska - current Minister of Regional Development of Poland.
- Marek Borowski – former Deputy Prime Minister and Minister of Finance of Poland, former Speaker of Sejm
- Joanna Cygler - see above
- Danuta Hübner – European Commissioner for Regional Policy
- Stanisław Kluza – see above
- Grzegorz Kołodko – 曾任波蘭總理與波蘭財務部長
- Maciej Kranz - Silicon Valley executive, Cisco Systems副總裁
- Józef Oleksy – 曾任波蘭總理與波蘭內政部長
- Marek Rocki – former Rector (1999–2005), since 2005 member of the Senate of Poland
- Dariusz Rosati – see above
- Wiesław Rozłucki – 華沙證券交易所創辦人與前任總裁 (1991–2006)
- Michał Rutkowski – 經濟學家, co-author of the pension system reform in Poland, director in the World Bank in Washington, DC
- Stefan Starzyński – 華沙市長（1934-1939，1939年華沙被佔領）
- Edward Szczepanik – 前任波蘭總理[12] of the Polish government in exile
- Halina Wasilewska-Trenkner - 曾任波蘭財務部長(2001), member of Monetary Policy Council (2004-2010)